# Cosmic Vision

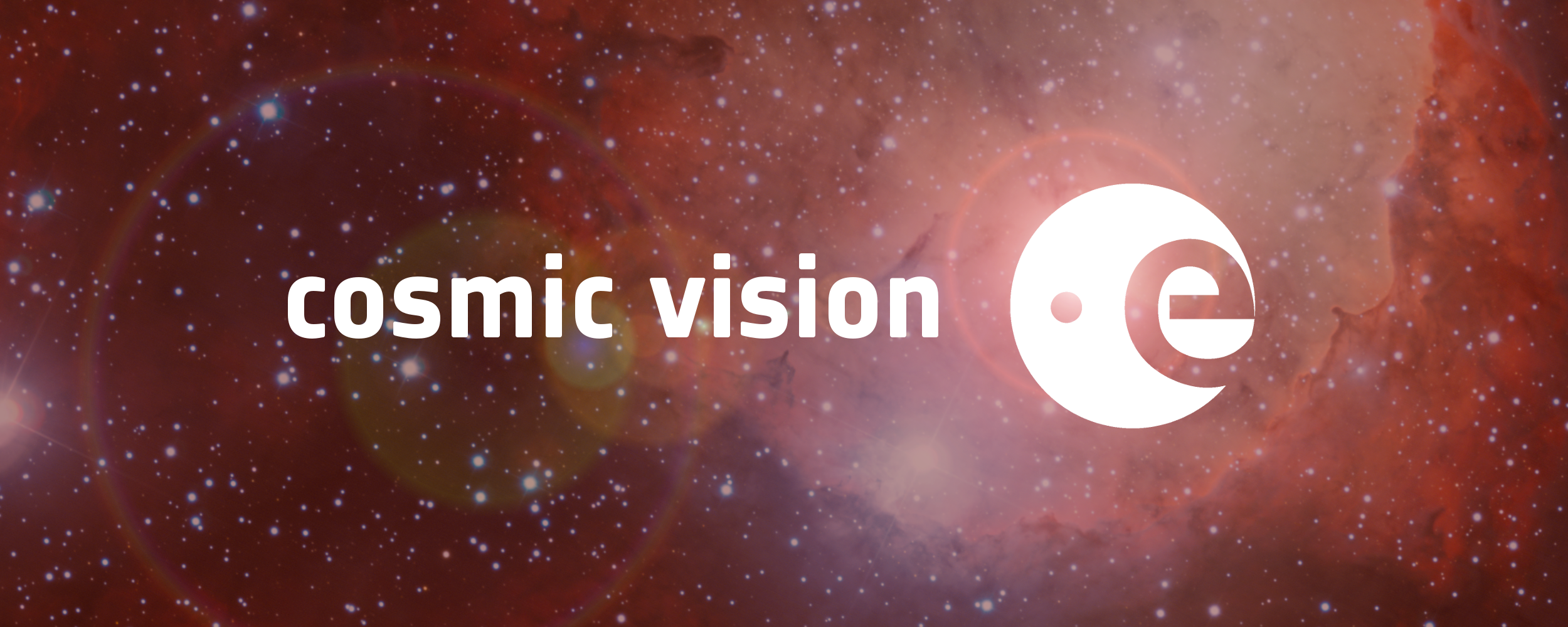
Banner de Cosmic Vision.

Cosmic Vision es la tercera campaña de misiones de exploración y ciencia espacial del Programa Científico de la Agencia Espacial Europea (ESA). Formulado en 2005 como Cosmic Vision: Space Science for Europe 2015-2025, la campaña sucedió a la campaña Horizon 2000 Plus y previó una serie de misiones en los campos de la astronomía y la exploración del sistema solar más allá de 2015. Se planea lanzar diez misiones en cuatro categorías de financiamiento bajo Cosmic Vision, siendo la primera CHEOPS en diciembre de 2019. Una misión a las lunas galileanas (JUICE), la primera misión en el espacio profundo con un objetivo oportunista (Comet Interceptor), y uno de los primeros observatorios espaciales de ondas gravitacionales (LISA), están planificados para su lanzamiento como parte de la campaña Cosmic Vision.

## Historia
La convocatoria inicial de ideas y conceptos se lanzó en 2004 con un taller posterior celebrado en París para definir más completamente los temas de la Visión bajo los encabezados más amplios de Astronomía y Astrofísica, Exploración del sistema solar y Física Fundamental.
A principios de 2006, surgió la formulación de un plan decenal basado en 4 preguntas clave:
- ¿Cuáles son las condiciones para la formación de planetas y el surgimiento de la vida?
- ¿Cómo funciona el sistema solar?
- ¿Cuáles son las leyes físicas fundamentales del Universo?
- ¿Cómo se originó el Universo y de qué está hecho?

En marzo de 2007, se lanzó formalmente una convocatoria de ideas para misiones, que arrojó 19 propuestas de misiones de astrofísica, 12 de física fundamental y 19 del sistema solar.
En marzo de 2012, la ESA anunció que había comenzado a trabajar en una serie de misiones científicas de clase reducida (clase S). El primer concepto ganador de la clase S recibirá 50 millones de euros (£ 42 millones) y estará listo para su lanzamiento en 2017.

## Misiones

### Clase pequeña
Las misiones de clase pequeña (clase S) están destinadas a tener un coste para la ESA que no supere los 50 millones de euros. En marzo de 2012 se emitió una primera convocatoria de propuestas de misiones. Se recibieron aproximadamente 70 cartas de intención. En octubre de 2012 se seleccionó la primera misión de clase S. La lista actual de misiones de clase S incluye lo siguiente:
- S1, CHEOPS, medir el tamaño de exoplanetas conocidos mediante fotometría; lanzado el 18 de diciembre de 2019.[6]
- S2, SMILE, una misión conjunta entre la ESA y la Academia de Ciencias de China para estudiar la interacción entre la magnetósfera de la Tierra y el viento solar. SMILE fue seleccionada en junio de 2015 entre trece propuestas en competencia.[7] A partir de abril de 2021, su lanzamiento está previsto para noviembre de 2024.[8]

### Clase mediana
Los proyectos de clase media (clase M) son proyectos relativamente independientes y tienen un límite de precio de aproximadamente 500 millones de euros. Las dos primeras misiones de clase M, M1 y M2, fueron seleccionadas en octubre de 2011:
- M1, Solar Orbiter, una misión de heliofísica para realizar observaciones de cerca del Sol; lanzado el 10 de febrero de 2020.[10]
- M2, Euclid, un telescopio espacial visible al infrarrojo cercano para estudiar la energía oscura y la materia oscura; lanzamiento previsto para junio de 2022.[11]
- M3, PLATO, una misión para buscar exoplanetas y medir oscilaciones estelares. Seleccionado el 19 de febrero de 2014, su lanzamiento está previsto para 2026.[12] Otros conceptos en competencia que se estudiaron incluyeron EChO, LOFT, MarcoPolo-R y STE-QUEST.[13]
- M4, ARIEL (Estudio grande de exoplanetas infrarrojos de percepción remota atmosférica), un observatorio espacial que observará los tránsitos de exoplanetas cercanos para determinar su composición química y condiciones físicas. La misión fue seleccionada por la ESA el 20 de marzo de 2018 como la cuarta misión científica de clase media, que se lanzará en 2029.[14][15] Tras una selección preliminar de propuestas en marzo de 2015, el 4 de junio de 2015 se anunció una breve lista de tres propuestas de misión seleccionadas para un estudio más a fondo.[16][17][18] La lista corta incluía las dos propuestas siguientes: THOR (Observador de calentamiento por turbulencia), que abordaría un problema fundamental de la física del plasma espacial relacionado con el calentamiento del plasma y la posterior disipación de energía;[16] y XIPE (Explorador de polarimetría de imágenes de rayos X) que estudiaría las emisiones de rayos X de fuentes de alta energía como supernovas, chorros de galaxias, agujeros negros y estrellas de neutrones, para descubrir más sobre el comportamiento de la materia en condiciones extremas.[16]
- M5, EnVision, una misión para realizar mapas de radar de alta resolución de regiones seleccionadas de la superficie de Venus, así como para realizar estudios atmosféricos. La misión fue seleccionada en junio de 2021 y se lanzará en 2031.[19] La convocatoria de propuestas de misiones M5 se anunció en abril de 2016. En mayo de 2018, se anunció una lista corta de tres misiones candidatas, siendo las otras dos propuestas: SPICA (telescopio espacial infrarrojo para cosmología y astrofísica), un observatorio de infrarrojo lejano; y THESEUS (Transient High-Energy Sky and Early Universe Surveyor), un telescopio espacial para detectar explosiones distantes de rayos gamma.[20] En octubre de 2020, la ESA anunció que SPICA ya no se consideraba candidato para la misión M5.[21][22]

### Clase grande
Originalmente se pretendía que los proyectos de clase grande (clase L) se llevaran a cabo en colaboración con otros socios y tuvieran un coste para la ESA que no superase los 900 millones de euros. Sin embargo, en abril de 2011 quedó claro que las intenciones presupuestarias en los EE. UU. significaban que la colaboración esperada con la NASA en la misión L1 no sería posible; por lo tanto, la selección de las misiones se retrasaron y fueron modificadas, asumiendo que el liderazgo y la financiación iban a ser fundamentalmente de la ESA, con una participación internacional limitada.
Se han seleccionado tres misiones de clase L:
- L1, JUICE (Jupiter Icy Moon Explorer), una misión al sistema de Júpiter (con herencia de Laplace); lanzamiento previsto para 2022.[24]
- L2, ATHENA (Telescopio avanzado para astrofísica de alta energía), un observatorio de rayos X con un lanzamiento previsto para 2031.[25][26]
- L3, LISA (Antena espacial de interferómetro láser), un concepto de misión espacial diseñado para detectar y medir con precisión ondas gravitacionales a frecuencias más bajas que los detectores terrestres.[27] Su lanzamiento está previsto para 2034.[12]

### Clase rápida
En el taller del Comité del Programa Científico (SPC) de la ESA el 16 de mayo de 2018, se propuso la creación de una serie de misiones de oportunidad especial de clase rápida (clase F). Estas misiones F se lanzarían conjuntamente junto con cada misión de clase M a partir de M4, y se centrarían en la "implementación innovadora" para ampliar la gama de temas científicos cubiertos por la misión. La inclusión de misiones de clase F en el programa Cosmic Vision requeriría un aumento significativo del presupuesto científico, que se discutirá en reuniones futuras.
En 2019, se seleccionó la primera misión de clase F:
- F1, Comet Interceptor, una misión para estudiar un cometa de largo período o un objeto interestelar (que se determinará después del lanzamiento), lanzándose como carga útil secundaria junto con M4, ARIEL en 2029.[14]

## Misiones de oportunidad
Ocasionalmente, la ESA hace contribuciones a misiones espaciales dirigidas por otra agencia espacial. Estas misiones incluyen:
- Hinode – Telescopio espacial de rayos X liderado por JAXA, lanzado en 2006;
- IRIS – espectrógrafo espacial solar liderado por la NASA, lanzado en 2013;
- Microscope – microsatélite para el estudio de la caída libre liderado por el CNES, activo en 2016-2018;
- PROBA-3 – naves espaciales de prueba de tecnología espacial, que se lanzarán en 2022;
- XRISM – Telescopio espacial de rayos X liderado por JAXA, que se lanzará en 2023;
- ExoMars - una serie de sondas de Marte en colaboración con Roscosmos, un orbitador operativo desde 2017, un rover que se lanzará en 2022;
- Einstein Probe – una misión espacial dedicada a la astrofísica de alta energía en el dominio del tiempo liderada por CAS, que se lanzará en 2022;
- MMX – una sonda a las lunas de Marte con retorno de muestras, liderada por JAXA, que se lanzará en 2024;
- Nancy Grace Roman Space Telescope - un telescopio espacial dirigido por la NASA, que se lanzará en 2025.

Una contribución a SPICA (Telescopio Infrarrojo Espacial para Cosmología y Astrofísica), una misión japonesa JAXA fue evaluada como una misión de oportunidad dentro de la Visión Cósmica. Ya no se considera dentro de ese marco, pero fue uno de los finalistas considerados para M5.